# Linea 8 (metropolitana di Parigi)

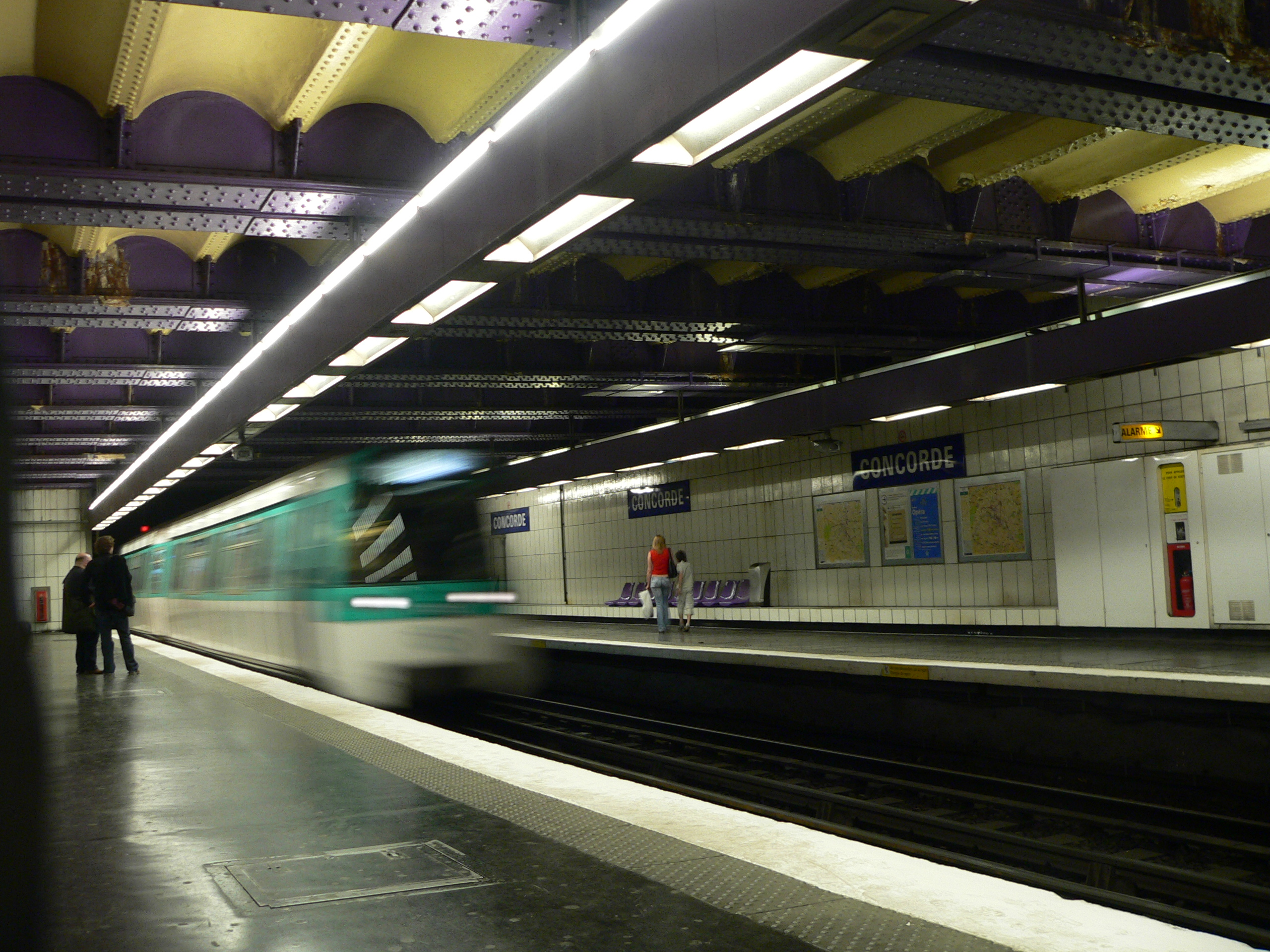
Stazione Place de la Concorde della linea 8.

La linea 8 della metropolitana di Parigi è una delle 16 linee del sistema di trasporto rapido della capitale francese. Collega le stazioni di Balard a sud-ovest, a Créteil-Pointe du Lac a sud-est, seguendo un tracciato parabolico sulla riva destra della capitale francese, un tracciato in comune con la linea 9.
Ogni anno la linea è utilizzata da 89.100.000 passeggeri, il che la rende l'ottava più frequentata della rete.
È l'unica linea metropolitana parigina ad attraversare due corsi d'acqua: la Marna, in sopraelevata fra Charenton-Écoles e École Vétérinaire de Maisons-Alfort, e la Senna in sotterranea fra Concorde e Invalides.

## Cronologia
- 13 luglio 1913: inaugurazione della linea 8 tra Charles Michels (già Beaugrenelle) e Opéra.
- 30 settembre 1913: estensione ad ovest fino a Porte d'Auteuil.
- 30 giugno 1928: estensione ad est fino a Richelieu-Drouot.
- 5 maggio 1931: estensione ad est fino alla Porte de Charenton per l'Exposition coloniale del 1931.
- 1937: cessione della porzione Porte d'Auteuil-La Motte-Picquet—Grenelle alla linea 10.
- 27 luglio 1937: estensione a ovest fino a Balard.
- 5 ottobre 1942: estensione ad est in periferia fino a Charenton-Écoles.
- 19 settembre 1970: estensione a est fino a Maisons-Alfort-Stade
- 27 aprile 1972: estensione a est fino a Maisons-Alfort-Les Juilliottes.
- 24 settembre 1973: estensione a est fino a Créteil-L'Échat
- 10 settembre 1974: estensione a est fino a Créteil-Préfecture
- 8 ottobre 2011: estensione a est fino a Créteil-Pointe du Lac

## Stazioni che hanno cambiato nome
Dall'inaugurazione della linea 8, quattro stazioni della linea 8 hanno cambiato nome:
- novembre 1913: La Motte-Picquet diventa La Motte-Picquet-Grenelle.
- 12 gennaio 1932: Saint-Sébastien diventa Saint-Sébastien-Froissart.
- 1996: Maisons-Alfort-École Vétérinaire diventa École Vétérinaire de Maisons-Alfort.
- 1º settembre 1998: Rue Montmartre diventa Grands Boulevards.

## Turismo
La linea 8 non è fra le linee più veloci della metropolitana parigina data la sua lunghezza e l'elevato numero di stazioni, molto ravvicinate, nella Parigi intra-muros: percorre in media due fermate ogni 3 minuti. Da notare poi come la linea 8 non serva nessuna delle grandi stazioni ferroviarie di Parigi.
Le corrispondenze con il RER sono 2, entrambe poco comode data la necessità di percorrere a piedi lunghi corridoi per effettuare il cambio:
- a Invalides si interseca con la linea C;
- a Opéra si interseca con la linea A presso la stazione Auber, che si trova nelle immediate vicinanze della stazione Opéra ed è da questa raggiungibile in qualche minuto tramite corridoi e scale mobili.

La parte della linea 8 più frequentata è quella che va da La Motte-Picquet-Grenelle a Créteil dato che serve vari luoghi turistici e centri di animazione importanti di Parigi e della Valle della Marna:
- l'École Militaire e la torre Eiffel (stazione École Militaire).
- l'Hôtel des Invalides (stazione Invalides)
- la place de la Concorde (stazione Concorde)
- la chiesa della Madeleine (stazione Madeleine)
- l'Opéra Garnier (stazione Opéra)
- la Place de la Bastille (stazione Bastille)
- il Musée de l'histoire de l'immigration et l'Aquarium du palais de la Porte Dorée (stazione Porte Dorée)
- il bois de Vincennes (stazione Porte Dorée a Charenton-Écoles);
- il centro commerciale Créteil Soleil (stazione Créteil-Préfecture).